# Bataille de Dournon
Suites de la Guerre de Succession de Bourgogne
La bataille de Dournon est une bataille qui eut lieu les 17 et 18 janvier 1493 à Dournon dans le comté de Bourgogne. Elle oppose les troupes françaises de Charles VIII aux troupes du comté de Bourgogne de Maximilien d'Autriche. Malgré leur supériorité numérique, les Français sont défaits et doivent évacuer le comté de Bourgogne.

## Contexte
Par le traité d'Arras de 1482, Louis XI, avait imposé le mariage de l'archiduchesse Marguerite, fille de Maximilien Ier du Saint-Empire et de Marie de Bourgogne avec son propre fils, le dauphin Charles. D'après ce traité, le comté de Bourgogne revenait à la France. En 1483, Marguerite, âgée de 13 ans, est confiée au roi de France qui doit prendre en charge l'éducation de l'archiduchesse, mais les fiançailles sont  annulées, Charles VIII préférant se marier, en 1491, avec la duchesse héritière de Bretagne.
En 1492, Maximilien entreprend la reconquête du comté occupé par les Français. Le commandement des troupes royales est assuré par Jean de Baudricourt qui a divisé une partie de ses forces en garnisons dans des places comme Gray, Gy, Joux, Montmahoux, Sainte-Anne, Dole, Poligny et Bracon. Le 7 janvier Baudricourt installe son quartier général au château de Grimont à Poligny avec une force de 7000 à 8 000 hommes. En face, le commandant en chef est le chevalier Friedrich Kappler (francisé en Frédéric Chapelard), allemand de qualité et de mérite, nommé par Maximilien d'Autriche. Ce commandant expérimenté a participé à plusieurs conflits comme la guerre entre le Tyrol et Venise en 1487. Il est secondé par des nobles comtois comme  le chevalier Adam de Saint-Loup. Parti de Besançon avec 2 500 hommes (2 000 cavaliers et 500 lansquenets) et 3 canons, Kappler a pour objectif d'attaquer le château de Bracon où les Français ont une garnison commandée par Henri de Maillot. Il arrive à Salins, tout proche, le 24 décembre 1492. Apprenant le mouvement ennemi, Baudricourt quitte Poligny pour venir soutenir la garnison de Bracon.

## La bataille
Conscient de son infériorité numérique, le chevalier Kappler se positionne à Dournon bien en vue de l'ennemi pour le pousser à l’attaquer. Le lieu de la bataille est un défilé qui donne un avantage stratégique aux défenseurs. Le 17 janvier au matin les deux armées se font face. Les Comtois sont disposés en ligne et souvent abrités par des taillis. L'armée française composée en majorité de cavaliers, engage sa cavalerie contre l'ennemi en fin de matinée. L'armée comtoise décoche ses flèches et ses carreaux sur les cavaliers français qui s’effondrent et qui ne peuvent bientôt plus progresser à cause de l'étroitesse du terrain. En effet les cadavres des chevaux et des cavaliers bloquent progressivement le passage. À partir de 14h, la bataille vire au massacre. À la nuit tombée, les Français qui ont perdu la moitié de leurs effectifs, se replient dans la confusion sur Lemuy. 
Craignant que le bruit d'une défaite pousse les cités comtoises à se fédérer contre lui, Baudricourt souhaite repartir au combat dès le lendemain, estimant avoir encore la supériorité numérique. Également les garnisons françaises locales aimeraient aussi intervenir dans la bataille et notamment s'emparer des canons comtois. À minuit, la garnison de la place de Sainte-Anne sort et se met en marche contre Kappler. Au courant des intentions françaises, Philippe Loyte d'Aresches établi à Salins avec 300 hommes, décide de faire mouvement sur Dournon. Bientôt rejoint par 200 volontaires arboisiens, il parvient à faire jonction avec les troupes de Kappler et à l'informer de la situation. Ensemble ils prennent en embuscade l'armée française qui se dirige vers eux. L'un attaque la tête de la colonne et l'autre la queue. La manœuvre est un succès immédiat : la colonne française est alors décimée et vaincue. 800 d'entre eux parviennent à battre en retraite et se réfugier à Poligny.

## Les conséquences
Baudricourt et certains de ses généraux sont blessés, le reste de l’armée est bloqué à Poligny. La nouvelle de la victoire de Dournon soulève un élan d'enthousiasme dans la région au point que la population de Dole se soulève contre la garnison française et la chasse de la ville. D'autres cités font de même. 
De Maillot apprenant, depuis son château de Bracon, la défaite de son chef, redouble d'agressivité envers la ville de Salins. Bracon a une réputation d'invincibilité, de sorte que de Maillot se sent en position de force. Il exige la reddition de Salins qui répond en envoyant ses troupes à Bracon. Les Français retranchés subissent un siège violent, mais résistent grâce à des salves de tirs en continu. À partir du 8 février, ils tentent même des sorties et c'est au cours de l'une d'elles, le 4 mars, que de Maillot meurt touché par le tir d'arquebuse d'un bourgeois de Salins. Privés de leur chef, les Français se rendent. 
À l'échelle du comté de Bourgogne, la situation est perdue pour la France qui reconnaîtra sa défaite en signant, le 23 mai 1493, le traité de Senlis.